# Kleinragewitz

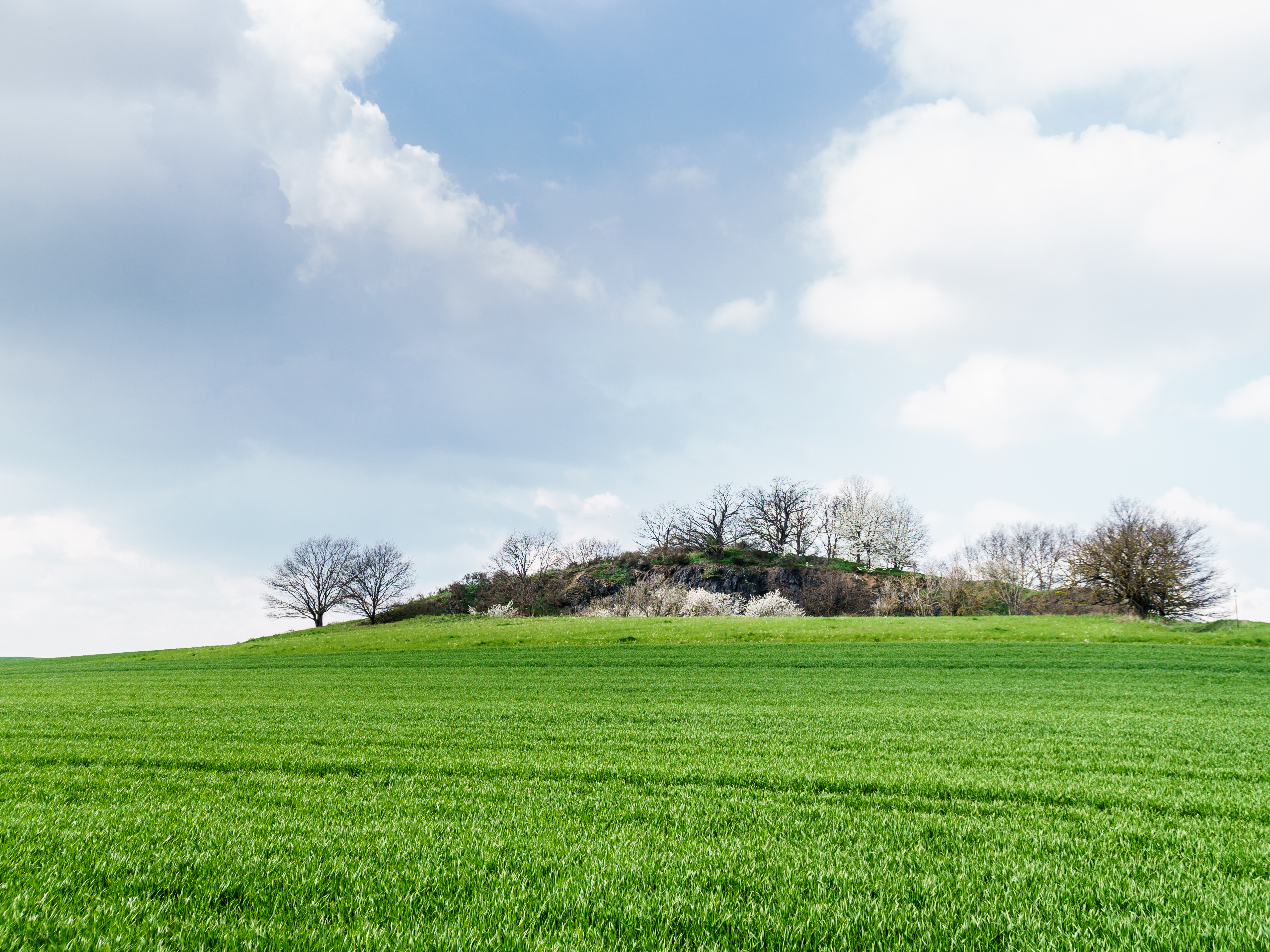
Der 134 m hohe Tonberg in Kleinragewitz, ein Flächendenkmal (2021)

Kleinragewitz ist ein Ortsteil der Gemeinde Liebschützberg im Landkreis Nordsachsen in Sachsen. Er erstreckt sich beiderseits der 100 m breiten Aue des Sandbachs als ein platzartiges Doppelzeilendorf. Der Ort ist eine Wohnsiedlung und ein Gewerbestandort. Per 31. Dezember 2020 hatte er 25 Einwohner.

## Geschichte
Die erste Nennung des Ortes als Weinigenragewitz war im Jahr 1445. Kleinragewitz wurde am 1. Januar 1956 ein Ortsteil von Ganzig und gehörte mit diesem zum Kreis Oschatz. Ganzig wurde mit Kleinragewitz 1994 zur Gemeinde Borna eingemeindet, die 1997 mit der Gemeinde Liebschützberg fusionierte.

## Geografie und Verkehrsanbindung
Der Ort liegt südwestlich von Bornitz an der S 31 und am Sandbach. Nördlich fließt die Döllnitz, ein linker Nebenfluss der Elbe, südlich verläuft die B 6. Die Elbe fließt östlich.

## Wirtschaft
Ein erheblicher Anteil der Ortsteilfläche ist Gewerbefläche und wird als Autohof von der Spedition Fritz Peter & Söhne GmbH genutzt. Von hier starten Transporte im Nahverkehr für Schüttgut, Futtermittel und Schwerlast. Der landwirtschaftliche Betrieb Merkels Bauernhof betreibt einen Hofladen.

## Kulturdenkmale
In der Liste der Kulturdenkmale in Liebschützberg ist für Kleinragewitz kein Kulturdenkmal aufgeführt.